# Kennedy McMann
Kennedy McMann (Holland, 30 oktober 1996) is een Amerikaans actrice. Ze is onder andere bekend door haar rol als Nancy Drew in de gelijknamige televisieserie van 2019 tot 2023.

## Biografie
Kennedy McMann werd geboren in Holland in de Amerikaanse staat Michigan als de dochter van Matthew en Lisa McMann. In haar schooltijd verhuisde ze met haar ouders naar de staat Arizona. In 2014 studeerde ze af aan de Skyline High School in Mesa.  Vervolgens ging McMann studeren en verkreeg ze de titel Bachelor of Fine Arts in acteren aan de Carnegie Mellon University in 2018.
McMann werd in februari 2019 gecast als het titelpersonage Nancy Drew in de The CW adaptie van Nancy Drew.  In oktober 2019 ging de serie in première en kreeg een tweede seizoen in 2020. Deze liep door tot augustus 2023.
In maart 2023 verscheen McMann in een aflevering van The Good Doctor. Haar personage zou oorspronkelijk verder te zien zijn in een spin-off, maar ABC besloot dit project niet langer voort te zetten in november 2023.  Naast haar gastoptreden in The Good Doctor, was McMann ook eenmalig te zien in Law & Order: Special Victims Unit en Tell Me Lies.

## Privé
Kennedy McMann trouwde in 2020 met Sam McInerney. De twee kenden elkaar al sinds hun tijd aan de Carnegie Mellon University. McMann lijdt aan een obsessieve-compulsieve stoornis.

## Filmografie

### Films
- 2020: This Is Not A Love Letter

### Televisieseries
- 2017: Gone (Sara Moreland)
- 2018: Law & Order: Special Victims Unit (Carol Solomon)
- 2019-22: Nancy Drew (Nancy Drew)
- 2022: Tell Me Lies (Georgia)
- 2022: World's Funniest Animals (Zichzelf)
- 2023: The Good Doctor (Joni DeGroot)